# Palazzo Núñez-Torlonia
Il Palazzo Núñez-Torlonia è un palazzo romano posto nel rione Campo Marzio tra le vie Condotti, Bocca di Leone e Borgognona.

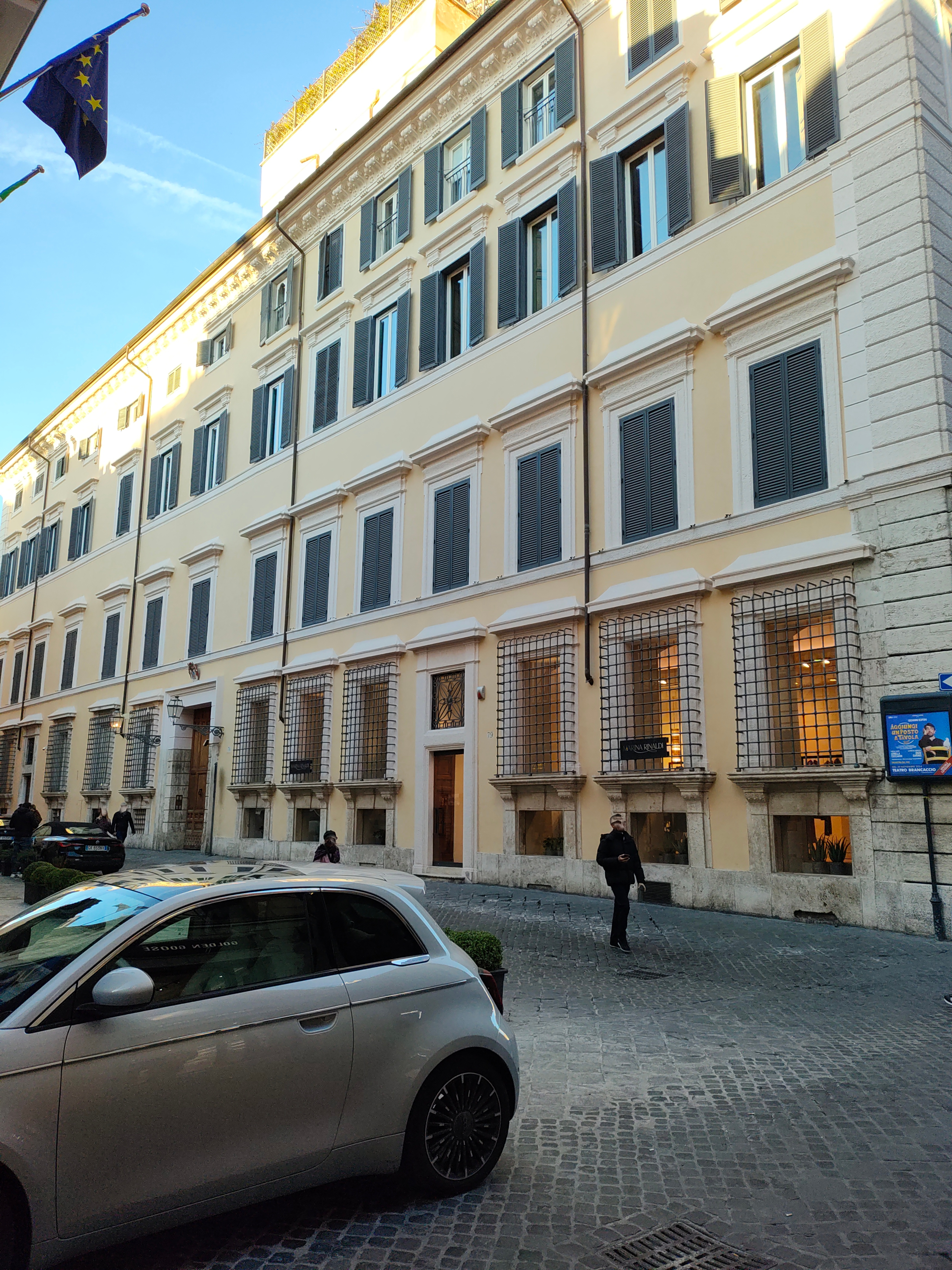
Palazzo Núñez-Torlonia - Fronte su via Bocca di Leone

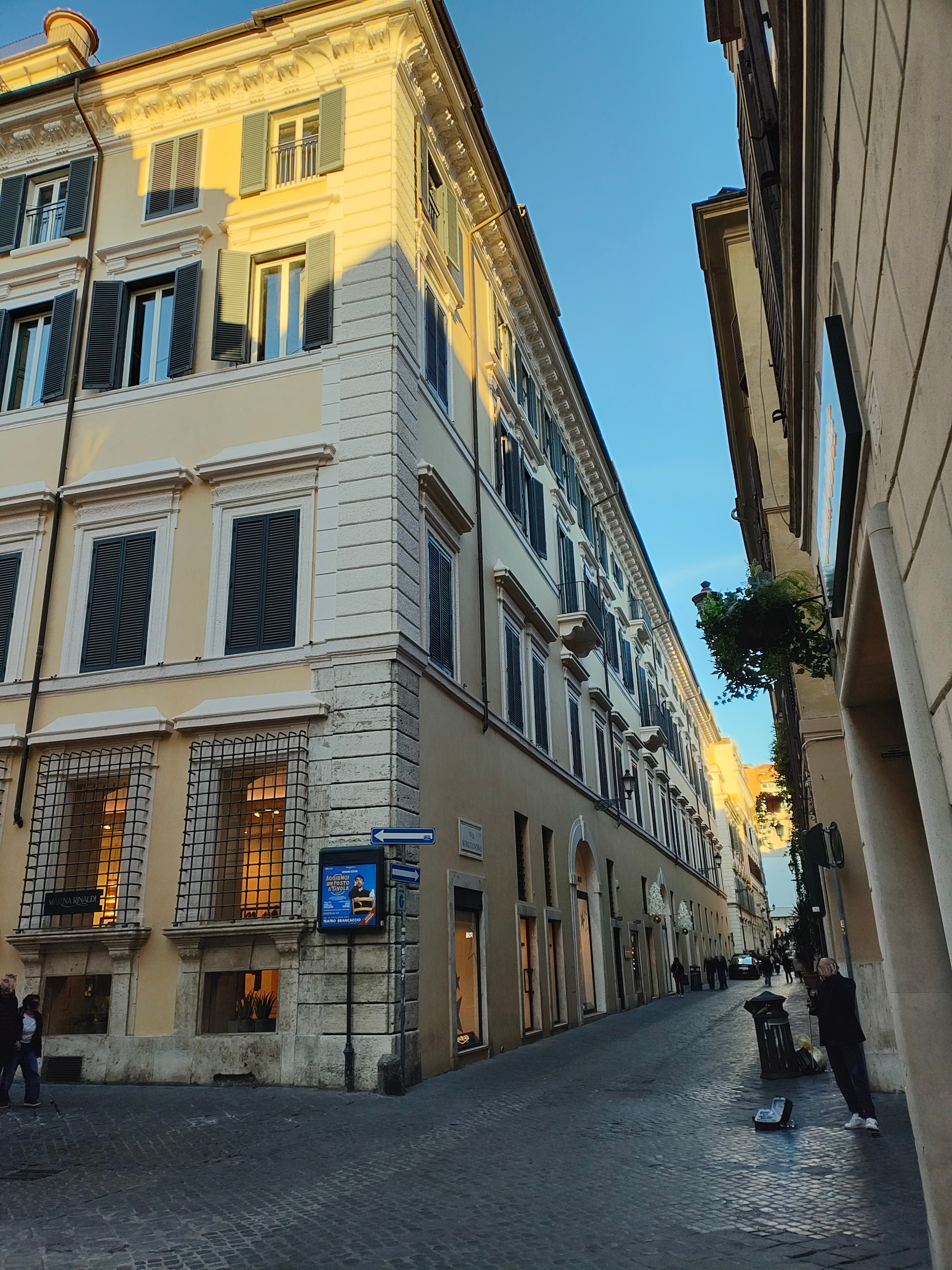
Palazzo Núñez-Torlonia - Lato su via Borgognona

## Storia

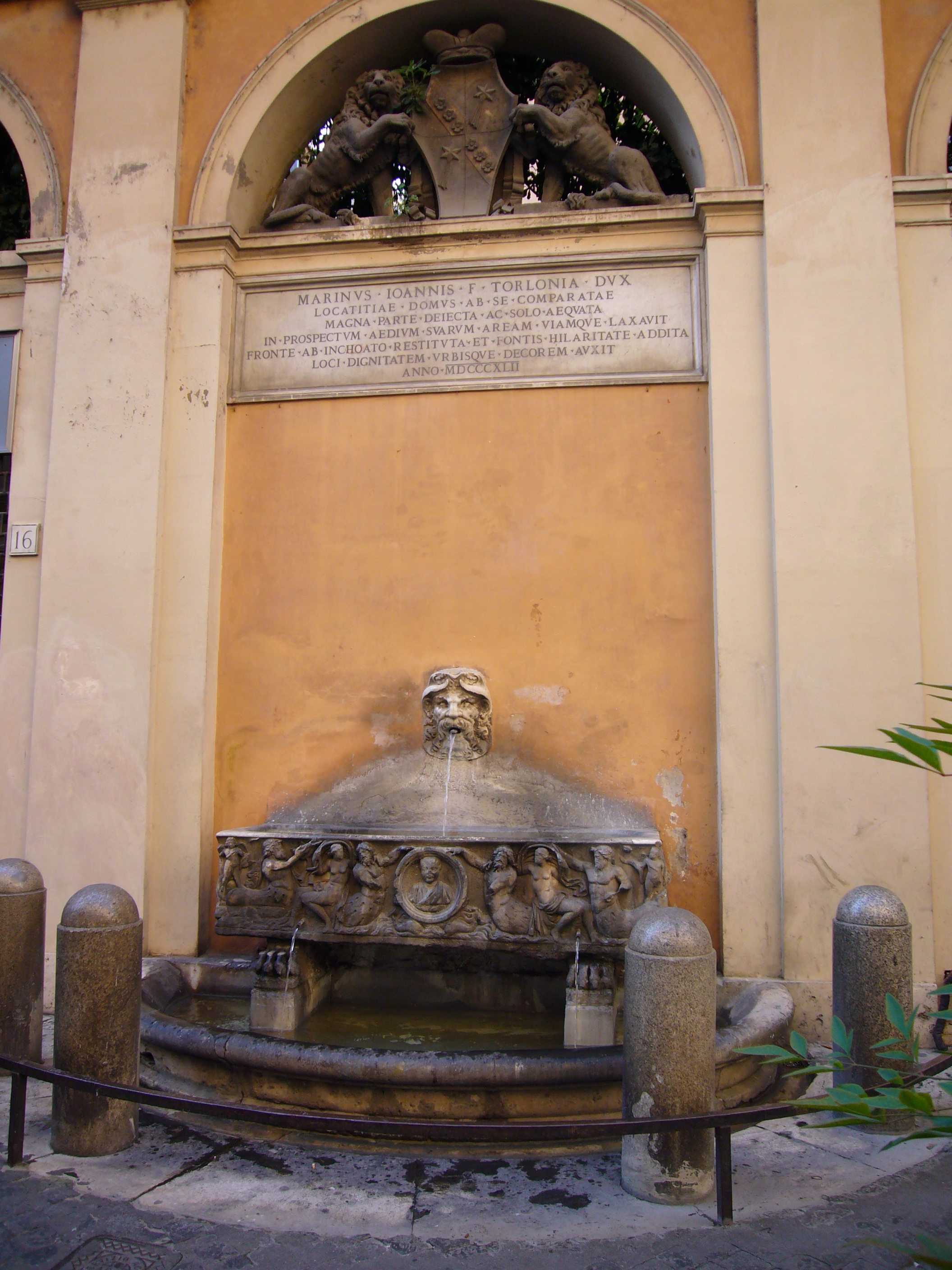
La fontana antistante Palazzo Núñez Torlonia

Fu costruito per la famiglia portoghese di origine ebraica convertita al cattolicesimo dei Núñez, da Giovanni Antonio De Rossi nella seconda metà del XVII secolo, probabilmente su disegno di Gian Lorenzo Bernini, descritto durante il secolo XVIII come ornato di eccellenti pitture a fresco di carattere sacro e stucchi bellissimi, ad opera di Giovanni Francesco Grimaldi e Giacinto Calandrucci. 
Il palazzo, con accesso in origine su Via dei Condotti, fu acquistato da Luciano Bonaparte principe di Canino e Musignano, comparendone proprietario sin dai tempi del catasto gregoriano (1816). La sua famiglia lo tenne fino al secolo XIX, quando venne acquistato nel 1842 da Marino Torlonia, da cui prese anche il nome di palazzo Bracciano. Torlonia lo fece ristrutturare e ampliare da Antonio Sarti, incorporando all'originario "palazzo grande", costituito principalmente da due appartamenti ognuno di 17-18 stanze, le altre abitazioni a questo aggregate e unificandone i partiti architettonici, particolarmente su via Bocca di Leone, conferendo a finestre e lesene il medesimo disegno, e i prospetti fino alla via Mario de' Fiori nel tentativo non riuscito di accorpare l'intero isolato, realizzando nello slargo antistante al palazzo la fontana a forma di sarcofago detta Torlonia e la foresteria poi Hotel d'Inghilterra.
Appartenuto al ramo principesco di Civitella Cesi, in esso si spensero nel 1986 Alessandro Torlonia, V principe di Civitella-Cesi e nel 2002 la consorte principessa Beatrice di Borbone Infanta di Spagna che vi ospitò per qualche tempo il padre Alfonso XIII di Spagna, re deposto e in esilio.
Il palazzo appartiene a diversi proprietari.